# Bratu 220
Pour les articles homonymes, voir Bratu.
Dimensions
Le Bratu 220 est un avion trimoteur de transport de l'entre-deux-guerres conçu par l’ingénieur roumain Romulus Bratu et construit en France.
En 1927, l’ingénieur Romulus Bratu présenta au Service technique de l'aéronautique (STAé) du ministère de l'Air un projet original de trimoteur de transport pour 10 passagers et deux pilotes. Monoplan à aile haute cantilever épaisse et train classique fixe, cet appareil se distinguait par la disposition originale de ses moteurs. Si le moteur central, un Gnome & Rhône Jupiter de 480 ch, occupait tout naturellement la pointe avant du fuselage, des deux autres moteurs, des Gnome & Rhône Titan de 230 ch, étaient montés en tandem au-dessus de la voilure. De cette façon, une panne de moteur n’entraînait pas de dissymétrie. Cet appareil, carlingue incluse, était construit entièrement en bois. La voilure, trapézoïdale en plan à saumons très arrondis, ne comportait aucun longeron, construite selon le système de croisement des nervures.   
Une maquette à l’échelle 1/25 fut testée avec d’excellents résultats au Laboratoire aéronautique de Saint-Cyr, justifiant la mise en chantier de trois cellules dans une usine d’Athis-Mons. La première fut affectée aux essais statiques. Assemblé dans le hangar de la CIDNA au Bourget, le second exemplaire (c/n 002) fut victime d’une rupture du train d’atterrissage durant ses premiers essais de roulage. Après réparation et renforcement, il effectua son premier vol le 16 novembre 1932 piloté par Klein.
Cet intéressant appareil, dont la charge utile atteignait 4 500 kg, soit la masse à vide de l’appareil, fut présenté en mars 1933 au Ministre de l’Air Pierre Cot, puis rejeté par le STAé parce que la distance d’atterrissage était trop longue de 5 m. Les moteurs furent rendus à Gnome & Rhône et la cellule achetée par Jean Sallis qui la revendit comme bois de chauffage en 1936.     
Le dernier prototype fut achevé comme Bratu 221 avec un nouveau profil d’aile. Cet appareil n’a jamais volé et a pourri dans la cour de l’usine d’Athis-Mons.